# 퍽 (위성)

퍽의 사진. 약간의 색의 변질이 일어났음을 알았다.

퍽(Puck)은 천왕성의 내위성이다. 1985년 12월 30일, 보이저 2호에 의해서 촬영된 사진을 스티븐 P. 신노트(Stephen P. Synnott)가 사진 판독으로 발견하였다.

## 명칭
보이저 2호가 퍽을 발견할 당시에는 S/1985 U 1이라는 임시 명칭이 주어졌다. 후에 이 위성은 셰익스피어의 희곡 「한여름 밤의 꿈 (A Midsummer Night's Dream)」에서 밤에 전 세계를 여행하는 작은 요정 페어리의 이름을 받게된다. 그리고 그 이름은 켈트 신화와 영어의 민속에서 장난을 좋아하는 요정의 이름이라고도 한다. 정식 명칭으로는 Uranus XV이다.

## 물리적 특징
퍽은 천왕성의 다른 내위성중에서 가장 크다. 이는 천왕성에서 6번째로 큰 수치이기도 하다.(5대 위성의 크기를 고려) 그 크기는 포르티아(Portia, 내위성 중에서 두 번째로 큰 위성)와 미란다(Miranda, 모든 위성들 중에서 5번째로 큰 위성)의 중간 크기이다. 모양은 대체로 구형이며 지름은 약 162 km이다. 퍽의 궤도는 미란다의 궤도와 천왕성의 고리의 중간 쯤에 위치한다. 표면에는 크레이터들도 다수 존재했었는데, 그중 가장 큰 크레이터의 지름이 45 km를 넘었다. 표면은 탄소로 이루어진 콘드라이트의 성분으로 이루어져 있었으며 반사율은 매우 낮아(0.11) 어둡게 보인다.

## 같이 보기
- 천왕성의 위성
- 천왕성의 고리